# Myton
Myton is een plaats (city) in de Amerikaanse staat Utah, en valt bestuurlijk gezien onder Duchesne County.

## Demografie
Bij de volkstelling in 2000 werd het aantal inwoners vastgesteld op 539.
In 2006 is het aantal inwoners door het United States Census Bureau geschat op 567, een stijging van 28 (5,2%).

## Geografie
Volgens het United States Census Bureau beslaat de plaats een oppervlakte van
2,6 km², geheel bestaande uit land. Myton ligt op ongeveer 1550 m boven zeeniveau.

## Plaatsen in de nabije omgeving
De onderstaande figuur toont nabijgelegen plaatsen in een straal van 28 km rond Myton.